# Beretta Modello 1918
A Beretta Modello 1918 egy olasz gyártmányú géppisztoly volt, amelyet 1918-ban rendszeresített az olasz hadsereg. Eredetileg öntöltő puskának tervezték, tölténytárát felülről kellett behelyezni, ami akkoriban szokatlan megoldás volt, viszont a fegyver tervezetének egyszerűsítése volt a cél, mivel a lőszer adogatását csupán a gravitációs erőre bízták. A fegyver lényegében egy 1915 M Villar Perosa repülőgép fedélzeti géppisztoly egyik feléből készült és mint olyan, az olasz hadsereg első rendszeresített géppisztolya volt, továbbá valószínűleg az első széles körben rendszeresített és bevetett géppisztoly a világon.
A Modello 1918 egy változata a félautomata (öntöltő) Modello 1918/30 volt, amelynél a tárat a fegyver aljára helyezték át és ellátták szuronnyal is. A Modello 1918/30 puskát Argentínában a Hafdasa gyártotta C–1 jelöléssel, amelynek alapján fejlesztették ki a Ballester–Riguard géppisztolyt.

## Fordítás
Ez a szócikk részben vagy egészben  a   Beretta M1918 című angol Wikipédia-szócikk ezen változatának fordításán alapul.  Az eredeti cikk szerkesztőit annak laptörténete sorolja fel. Ez a jelzés csupán a megfogalmazás eredetét és a szerzői jogokat jelzi, nem szolgál a cikkben szereplő információk forrásmegjelöléseként.